# Umberto di Capua
Umberto Di Capua (Rotondella, 6 ottobre 1936) è un manager e diplomatico italiano.

## Biografia

### Formazione e carriera
Nasce a Rotondella, in Basilicata da una famiglia napoletana. Dopo la maturità classica, nel 1960 si laurea con lode in ingegneria elettronica all'Università di Napoli.
Inizia la sua attività lavorativa nel 1961 alla SGS Microelettronica (oggi STMicroelectronics) e nel 1969 viene nominato General Manager della S.G.S. in Francia.
Nel 1973 ritorna in Italia e inizia a lavorare alla FIAT come direttore della Sezione Investimenti Diversificati.
Nel 1974 viene nominato amministratore delegato della Ercole Marelli.
Nel 1981 diventa presidente e amministratore delegato della IAO Industries, azienda del gruppo ITT in Italia, produttrice di componenti automobilistiche.
Nel 1991 diventa amministratore delegato della ABB in Italia assumendo anche la carica di presidente nel 2000. Nel 2002 la società fattura in Italia oltre 1700 miliardi di lire e dà lavoro a circa diecimila persone.
Noto per il suo impegno verso la privatizzazione di "tutti i settori (dall'energia elettrica ai telefoni al gas) in maniera molto determinata", nel 2000 assume per un biennio la carica di presidente di Sviluppo Italia.
Nel 2002 viene nominato vice-presidente di Banca Carime.
Nel 2002 acquisisce Elettronica Aster S.p.A., società operante nel settore dell'elettronica e della difesa, nella quale mantiene la carica di presidente del consiglio di amministrazione.
Nel 2011 viene nominato presidente di Antirion SGR.

### Carriera diplomatica
È stato ambasciatore del Sovrano militare ordine di Malta in Bulgaria (2005-2007), a Malta (2007-2016) e infine nel Principato di Monaco (dal 2016).
Nel corso della sua carriera Di Capua si è particolarmente distinto per l'impegno nella promozione dell'immagine dell'Ordine nel mondo.

### Altre cariche
Dal 2000 al 2002 è stato presidente dell'Accademia di belle arti di Brera e dal 2002 al 2004 membro del comitato esecutivo di Confindustria.

## Vita privata
Umberto di Capua è sposato con Marinella ed ha due figli e quattro nipoti.

## Onorificenze e riconoscimenti
Companion of the National Order of Merit
- 15 aprile 2015
- Laurea honoris causa in Scienze commerciali ed economiche, St. John's University (2000)
- Membro del Consiglio "Diplomatia"